# Liste der Landschaftsschutzgebiete im Landkreis Lörrach
Im Landkreis Lörrach gibt es 19 Landschaftsschutzgebiete. Nach der Schutzgebietsstatistik der Landesanstalt für Umwelt, Messungen und Naturschutz Baden-Württemberg (LUBW) stehen 6.920,00 Hektar der Landkreisfläche unter Landschaftsschutz, das sind 8,58 Prozent.
| Name                                                                                  | Bild | Kennung                  | Einzelheiten | Position | Fläche Hektar | Datum         |
| ------------------------------------------------------------------------------------- | ---- | ------------------------ | --- | -------- | ------------- | ------------- |
| Landschaftsteile in der Stadt Weil am Rhein (Mattrain, Hellerrain und Tränkemattrain) | BW   | 3.36.001 WDPA: 322472    | Weil am Rhein 3 Teilgebiete. Bewaldeter Rain des Hochgestades; Vogelschutzgebiet. | ⊙        | 4,8           | 27. Sep. 1937 |
| Isteiner Klotz                                                                        |      | 3.36.002 WDPA: 321980    | Efringen-Kirchen Geologisch, botanisch und zoologisch interessantes Gebiet; Steppenheidewald und Felsenheide. Mediterrane Fauna und Flora; Fundort vorgeschichtlicher Siedlungen. | ⊙        | 35,9          | 27. Sep. 1937 |
| Grenzacher Horn                                                                       | BW   | 3.36.003 WDPA: 321156    | Grenzach-Wyhlen Südwestexponierter Steilabfall des Dinkelberges. | ⊙        | 6,4           | 27. Sep. 1937 |
| Südwestlicher Dinkelberg                                                              |      | 3.36.004 WDPA: 555560777 | Inzlingen, Lörrach, Rheinfelden (Baden) Erhaltung von Vielfalt, Eigenart und Schönheit der Natur und Landschaft als vielfältiger und großflächig naturnaher Ausgleichsraum mit seinen charakteristischen Lebensgemeinschaften von Tieren und Pflanzen in der Verdichtungszone Lörrach/Basel. Das Gebiet ist aus ornithologischer Sicht (beispielsweise Spechte, Greifvögel und Vogelarten der Streuobstwiesen) von besonderer Bedeutung. Geologische Besonderheiten der Karstlandschaft wie Dolinen, Bachschwinden, Quellen, die Sinterquelle am Volkertsberg und Trockentäler. | ⊙        | 1.389,0       | 6. Mai 2013   |
| Kandertal                                                                             | BW   | 3.36.005 WDPA: 322056    | Binzen, Eimeldingen, Kandern, Rümmingen Eine der schönsten Tallandschaften der oberen Markgräfler Vorbergzone. | ⊙        | 26,0          | 13. Jan. 1938 |
| Schloß Rötteln und Umgebung                                                           |      | 3.36.008 WDPA: 324186    | Lörrach Sehr bemerkenswerte große Schlossruine in landschaftlich hervorragender Lage und Umgebung, besonders Baumgärten, Gebüsch, Wiesen, Waldrand. | ⊙        | 50,8          | 18. Feb. 1938 |
| Wiedener Eck und Trubelsmattkopf                                                      | BW   | 3.36.009 WDPA: 325861    | Wieden Landschaftlich schöne Hochweide mit prachtvollen Weidbuchen. | ⊙        | 9,2           | 1. Sep. 1938  |
| Nonnenmattweiher                                                                      |      | 3.36.010 WDPA: 323260    | Kleines Wiesental Durch Ausweisung des gleichnamigen Naturschutzgebiets übrig gebliebene Fläche. | ⊙        | 2,8           | 20. Jan. 1941 |
| Wehratal                                                                              |      | 3.36.011 WDPA: 325687    | Schopfheim Landschaftlich schönes Erosionstal mit bewaldeten Steilhängen. | ⊙        | 66,3          | 24. Okt. 1940 |
| Eichener See                                                                          |      | 3.36.012 WDPA: 320544    | Schopfheim Periodisch auftretender Dolinensee im Karstgebiet des Dinkelberges. | ⊙        | 8,0           | 29. Apr. 1942 |
| Heubronner Eck                                                                        | BW   | 3.36.013 WDPA: 321599    | Kleines Wiesental Umgebung der Dekan-Strohmeyer-Gedächtnis-Kapelle am Heubronner Eck. | ⊙        | 0,3           | 26. Jan. 1951 |
| Tüllinger Berg                                                                        |      | 3.36.014 WDPA: 325246    | Binzen, Lörrach, Weil am Rhein Naherholungsgebiet zwischen Lörrach und Weil a. Rhein. | ⊙        | 660,0         | 20. Dez. 1979 |
| Schloß Beuggen                                                                        |      | 3.36.015 WDPA: 324183    | Rheinfelden (Baden) Schloß Beuggen und seine nähere Umgebung. | ⊙        | 16,3          | 24. Juli 1956 |
| Rheinvorland                                                                          | BW   | 3.36.016 WDPA: 323871    | Efringen-Kirchen, Weil am Rhein Uferzone des Rheins zwischen Kandermündung und Kleinkems mit den bekannten Isteiner Schwellen. Die in der Nachbarschaft aufragenden Malmkalkfelsen um den Isteiner Klotz verleihen der Flußlandschaft einen besonderen Reiz. | ⊙        | 308,4         | 30. Dez. 1972 |
| Rheinvorland II                                                                       | BW   | 3.36.017 WDPA: 323875    | Bad Bellingen Feuchtgebiet von internationaler Bedeutung als Ergänzung der geschützten Flächen auf französischer Seite, wichtigstes Naherholungsgebiet des LK Lörrach. | ⊙        | 85,1          | 5. Dez. 1994  |
| Blauen                                                                                |      | 3.36.018 WDPA: 319970    | Kandern, Schliengen, Malsburg-Marzell Großflächige, weitgehend natürliche Mischwaldgesellschaften und durch mittelalterliche Rodungen entstandene Grünflächen, die über Jahrhunderte durch Weidebetrieb offengehalten werden; einzigartige Erholungslandschaft. | ⊙        | 4.115,9       | 22. Aug. 1983 |
| Wiedener Eck und Lückle                                                               | BW   | 3.36.019 WDPA: 325860    | Wieden | ⊙        | 10,9          | 1. Sep. 1938  |
| Feldberg                                                                              |      | 3.36.020 WDPA: 320755    | Todtnau Die Sicherung des gleichnamigen Naturschutzgebiets, die Erhaltung der Leistungsfähigkeit eines ausgewogenen Naturhaushaltes und des besonderen Erholungswertes soll gewährleistet werden. | ⊙        | 124,3         | 27. Sep. 1991 |
| Wehramündung                                                                          |      | 3.36.021 WDPA: 325684    | Schwörstadt Puffer- und Ergänzungszone für das gleichnamige Naturschutzgebiet, zur Verwirklichung des Schutzzweckes des NSG und zur Sicherung vor Beeinträchtigungen, insbesondere um die Tierwelt vor Störungen durch Lärm und Unruhe zu bewahren. | ⊙        | 2,0           | 3. Nov. 1997  |
| Legende für Landschaftsschutzgebiet                                                   |      |                          | |          |               |               |